# روزدیل (نیومکزیکو)
روزدیل (به انگلیسی: Rosedale) یک منطقهٔ مسکونی در ایالات متحده آمریکا است که در نیومکزیکو واقع شده‌است. روزدیل ۳۹۴ نفر جمعیت دارد و ۱٬۸۱۹٫۰۷ متر بالاتر از سطح دریا واقع شده‌است.